# Dodecaceria ater
Dodecaceria ater är en ringmaskart som först beskrevs av Jean Louis Armand de Quatrefages de Bréau 1866.  Dodecaceria ater ingår i släktet Dodecaceria och familjen Cirratulidae. Arten har ej påträffats i Sverige. Inga underarter finns listade i Catalogue of Life.